# Santa Mercedes
Santa Mercedes là một đô thị ở bang São Paulo của Brasil. Đô thị này nằm ở vĩ độ 21º21'03" độ vĩ nam và kinh độ 51º45'19" độ vĩ tây, trên khu vực có độ cao 351 m. Dân số năm 2004 ước tính là 2.711 người.

## Thông tin nhân khẩu
Dữ liệu dân số theo điều tra dân số năm 2000
Tổng dân số: 2.803
- Urbana: 2.231
- Rural: 572
- Homens: 1.420
- Mulheres: 1.383

Mật độ dân số (người/km²): 16,79
Tỷ lệ tử vong trẻ sơ sinh dưới 1 tuổi (trên một triệu người): 17,89
Tuổi thọ bình quân (tuổi): 70,18
Tỷ lệ sinh (số trẻ trên mỗi bà mẹ): 3,09
Tỷ lệ biết đọc biết viết: 81,38%
Chỉ số phát triển con người (HDI-M): 0,741
- Chỉ số phát triển con người - Thu nhập: 0,652
- Chỉ số phát triển con người - Tuổi thọ: 0,753
- Chỉ số phát triển con người - Giáo dục: 0,817

(Nguồn: IPEADATA)

### Sông ngòi
- Ribeirão das Marrecas

### Các xa lộ
- SP-294